# باول دين هولت
باول دين هولت (بالإنجليزية: Paul Dean Holt)‏ هو سائق سباق أمريكي، ولد في 30 مارس 1936 في سويتواتر في الولايات المتحدة.